# كريستيان زاكارياس
كريستيان زاكارياس (بالألمانية: Christian Zacharias)‏ هو عازف بيانو وموسيقي وملحن ألماني، ولد في 27 أبريل 1950 في جمشيدبور في الهند.

## وصلات خارجية
- الموقع الرسمي
- كريستيان زاكارياس على موقع IMDb (الإنجليزية)
- كريستيان زاكارياس على موقع مونزينجر (الألمانية)
- كريستيان زاكارياس على موقع ميوزك برينز (الإنجليزية)
- كريستيان زاكارياس على موقع أول ميوزيك (الإنجليزية)
- كريستيان زاكارياس على موقع ديسكوغز (الإنجليزية)